# North Myrtle Beach
North Myrtle Beach és una població dels Estats Units a l'estat de Carolina del Sud. Segons el cens del 2000 tenia 10.974 habitants.

## Demografia
Segons el cens del 2000, North Myrtle Beach tenia 10.974 habitants, 5.406 habitatges i 3.130 famílies. La densitat de població era de 324,9 habitants/km².
Dels 5.406 habitatges en un 15,1% hi vivien nens de menys de 18 anys, en un 47,5% hi vivien parelles casades, en un 6,9% dones solteres, i en un 42,1% no eren unitats familiars. En el 33,2% dels habitatges hi vivien persones soles l'11% de les quals corresponia a persones de 65 anys o més que vivien soles. El nombre mitjà de persones vivint en cada habitatge era de 2,03 i el nombre mitjà de persones que vivien en cada família era de 2,53.
Per edats la població es repartia de la següent manera: un 13,8% tenia menys de 18 anys, un 6,1% entre 18 i 24, un 25,9% entre 25 i 44, un 32,8% de 45 a 60 i un 21,5% 65 anys o més.
L'edat mediana era de 48 anys. Per cada 100 dones de 18 o més anys hi havia 98,2 homes.
La renda mediana per habitatge era de 38.787$ i la renda mediana per família de 46.052$. Els homes tenien una renda mediana de 30.189$ mentre que les dones 22.119$. La renda per capita de la població era de 27.006$. Entorn del 5,1% de les famílies i el 8,5% de la població estaven per davall del llindar de pobresa.

## Poblacions més properes
El següent diagrama mostra les poblacions més properes.